# Carex tetanica
Carex tetanica är en halvgräsart som beskrevs av Christian Schkuhr. Carex tetanica ingår i släktet starrar, och familjen halvgräs. Inga underarter finns listade i Catalogue of Life.

## Bildgalleri

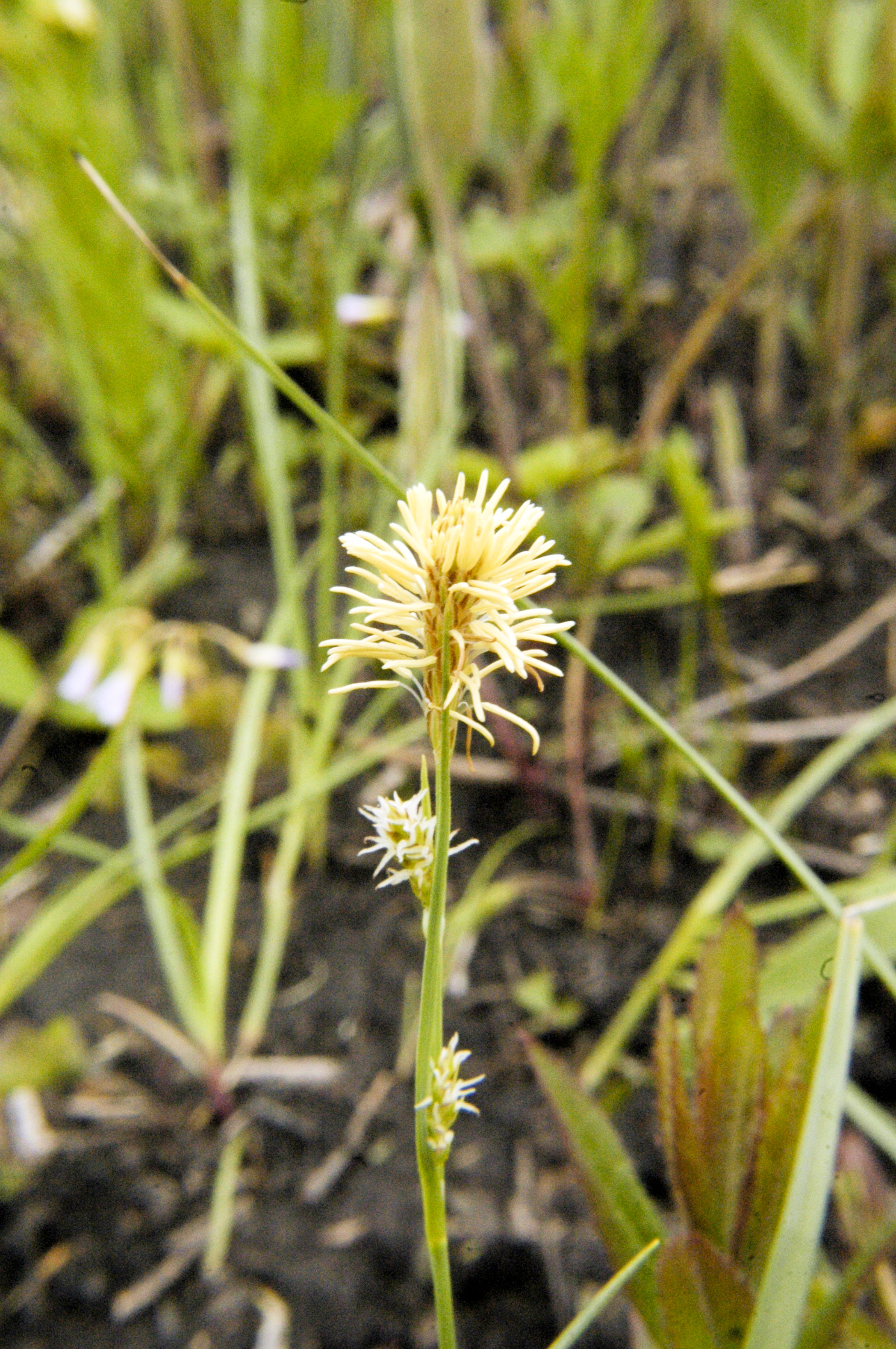